# Comté de Dare
Le comté de Dare est un comté situé dans l'État de Caroline du Nord aux États-Unis. Il est le comté le plus à l'est de l'État. D'après le recensement de 2010, sa population était de 33 920. Son siège de comté est Manteo. Le comté est nommé d'après Virginia Dare, le premier enfant né dans les Amériques de parents anglais, dans ce qui est actuellement le comté de Dare.
La ville maintenant abandonnée de Buffalo City (en) fut la plus grande communauté du comté. Le comté de Dare est le plus grand comté de Caroline du Nord en superficie, car il comprend une grande partie de la baie de Pamlico mais si l'on envisage seulement la superficie terrestre, il tombe à la 68e place parmi les 100 comtés de l'État. Selon les statistiques du Bureau du recensement de 2010, seuls 24,54 % de sa superficie est émergée, le pourcentage le plus bas de tous les comtés de l'état.

## Démographie
| 1870  | 1880  | 1890  | 1900  | 1910  | 1920  |
| ----- | ----- | ----- | ----- | ----- | ----- |
| 2 778 | 3 243 | 3 768 | 4 757 | 4 841 | 5 115 |

| 1930  | 1940  | 1950  | 1960  | 1970  | 1980   |
| ----- | ----- | ----- | ----- | ----- | ------ |
| 5 202 | 6 401 | 5 405 | 5 935 | 6 995 | 13 377 |

| 1990   | 2000   | 2010   | - | - | - |
| ------ | ------ | ------ | - | - | - |
| 22 746 | 29 959 | 33 920 | - | - | - |

## Communautés

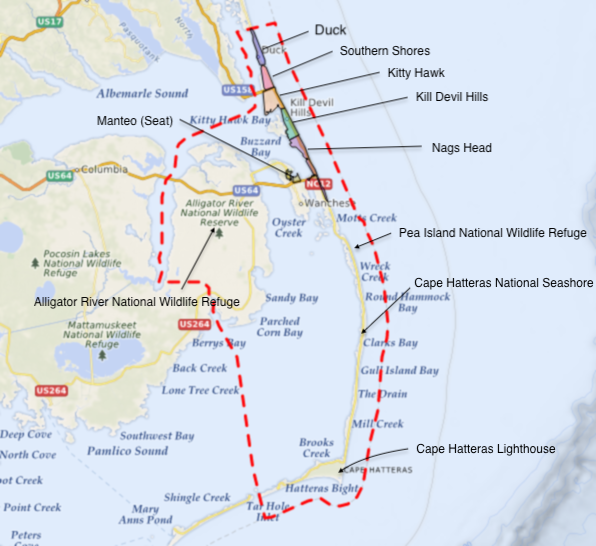
carte détaillée des communautés du comté.

### Towns
- Duck
- Kill Devil Hills
- Kitty Hawk
- Manteo
- Nags Head
- Southern Shores

### Census-designated places
- Avon
- Buxton
- Frisco
- Hatteras
- Manns Harbor
- Rodanthe
- Salvo
- Wanchese
- Waves

## Images

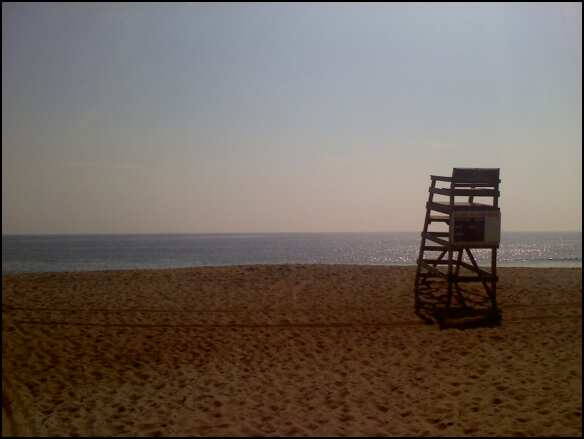
Plage de Kill Devil Hills.
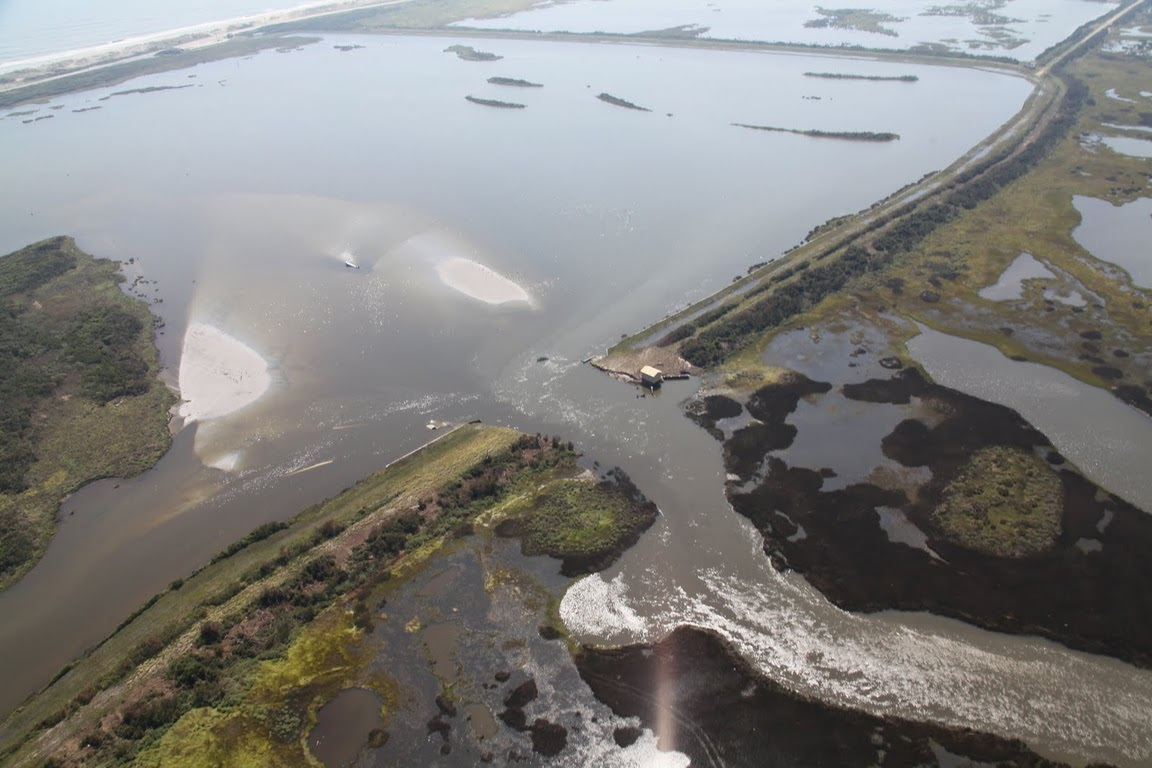
North Pond.
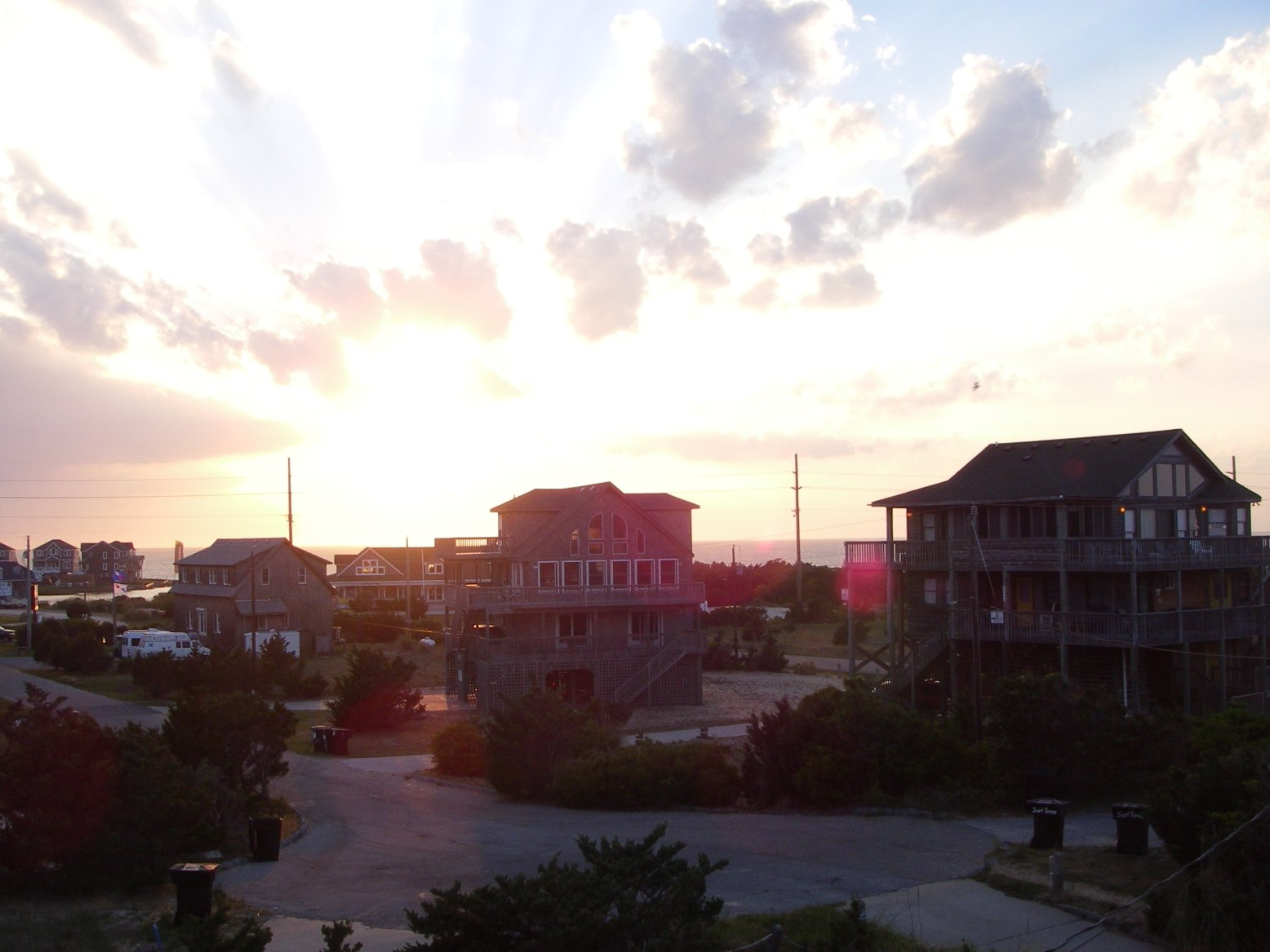
Coucher de soleil sur Avon.
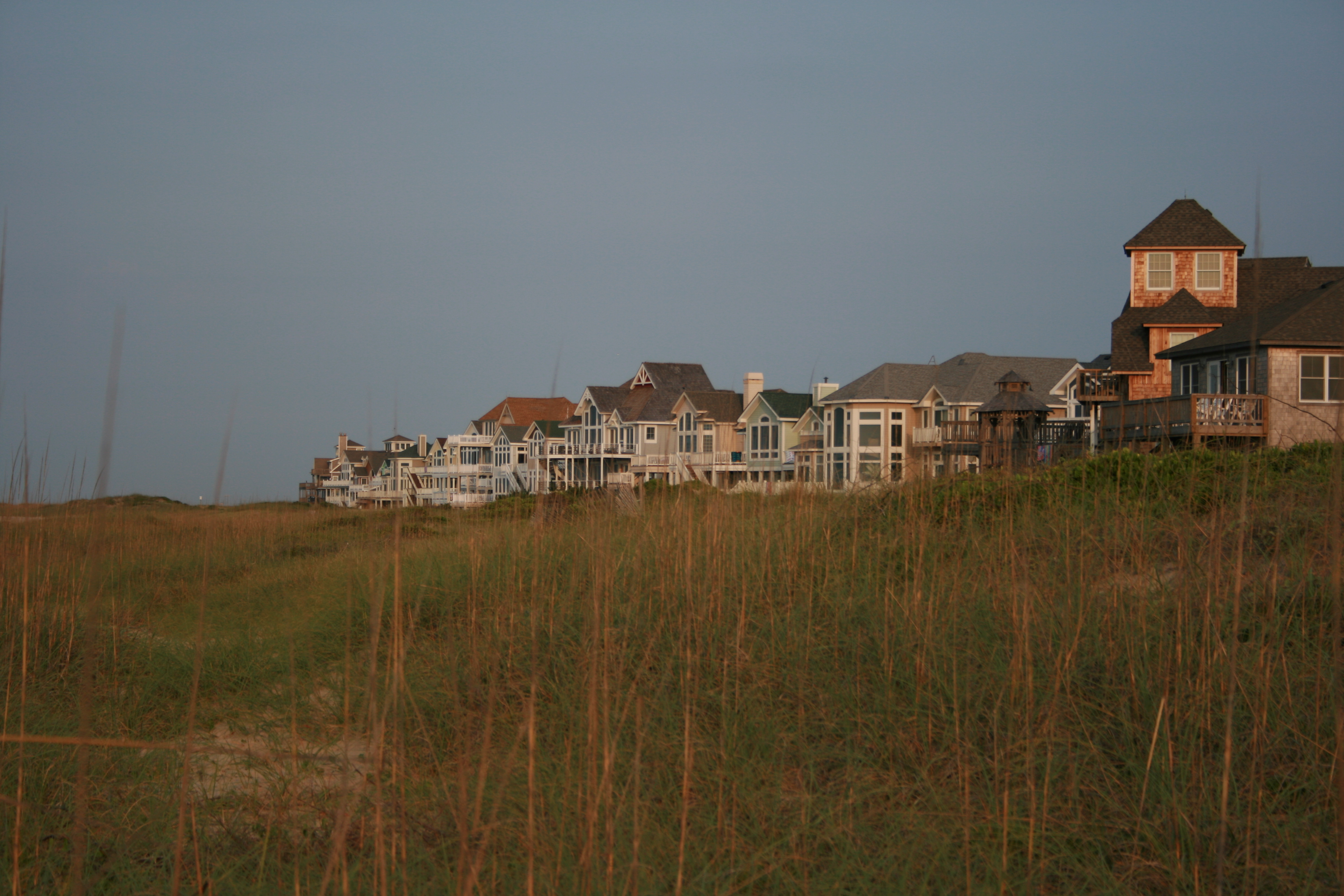
Maisons au bord de la plage de Hatteras.
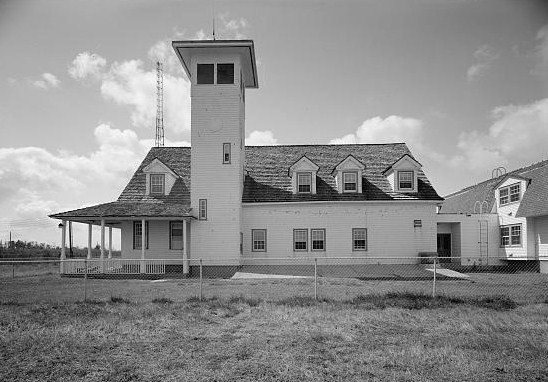
Oregon Inlet Station, au nord-est de Pea Island.
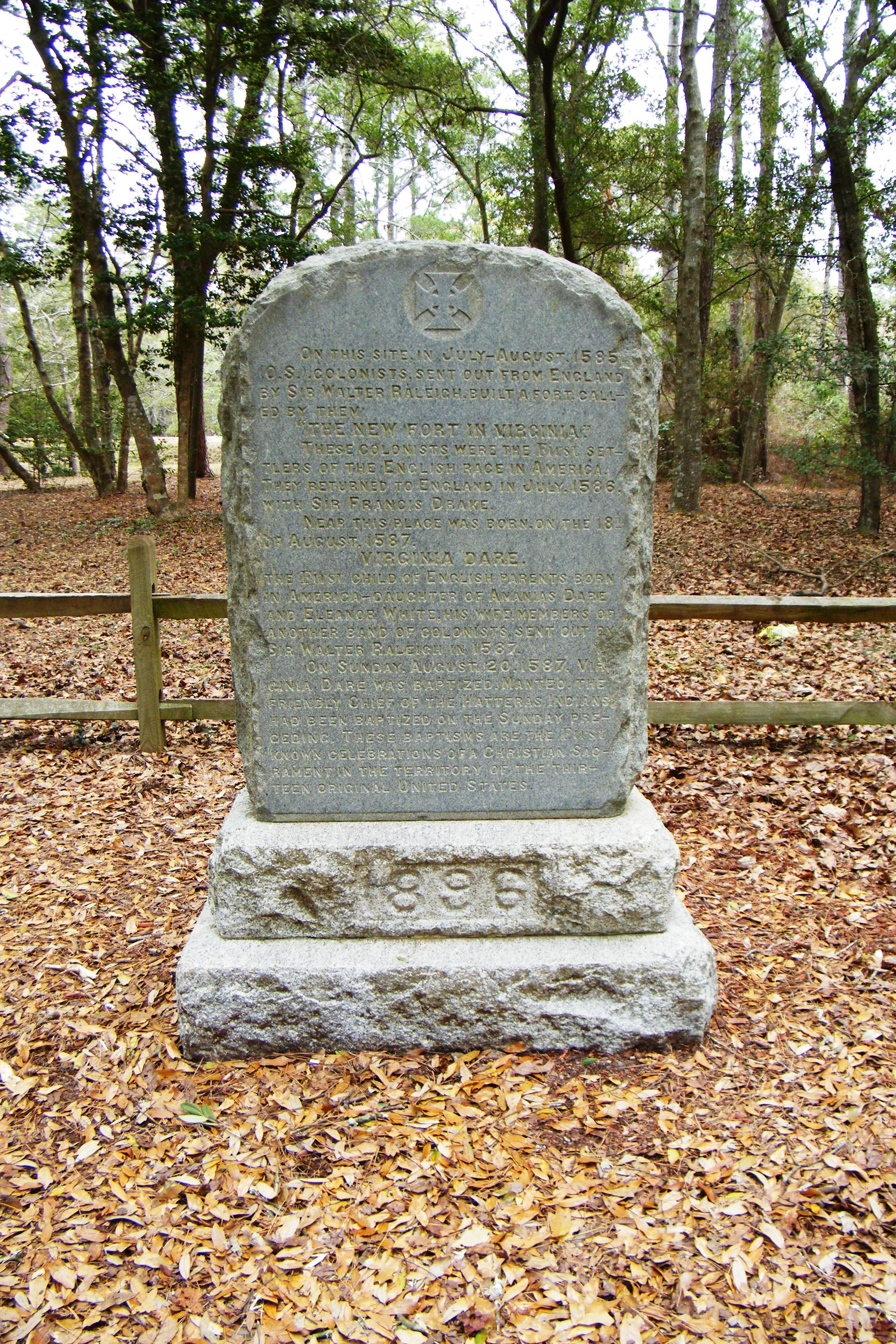
Le Virginia Dare Monument sur l'île Roanoke, commémorant Virginia Dare et la colonie de Roanoke.